# Klimat śródziemnomorski

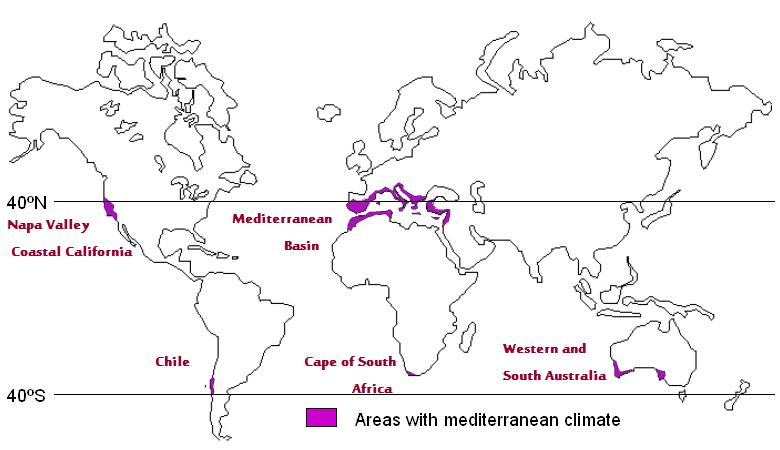
Występowanie klimatu śródziemnomorskiego na świecie

Klimat śródziemnomorski – rodzaj klimatu podzwrotnikowego (subtropikalnego), występujący nad Morzem Śródziemnym (stąd jego nazwa), a także w Kalifornii, Południowej Afryce, na południu Australii oraz u wybrzeży Chile w Ameryce Południowej. Jego charakterystyczną cechą są ciepłe i suche lata o temperaturze powyżej 20 °C oraz łagodne zimy o temperaturze powyżej 0 °C, a także fakt, że występuje głównie bezpośrednio nad morzem lub oceanem, zazwyczaj na zachodnim wybrzeżu, bardzo rzadko w głębi lądu. Klimat ten sprzyja rolnictwu i turystyce masowej. Opady są tam bardzo rzadkie.

## Rejony występowania
- Kalifornia
- Basen Morza Śródziemnego
- Południowe wybrzeża Południowej Afryki (między innymi miasto Kapsztad)
- Wybrzeża Australii – okolice miasta Adelaide oraz południowo-zachodnie wybrzeża stanu Australia Zachodnia (regiony Great Southern, Peel, South West, nadmorska część regionu Wheatbelt)
- Skrawek wybrzeża środkowego Chile
- Południe Krymu[1]

## Roślinność
Tworzą ją twardolistne zarośla typu makii, a ponadto drzewa oliwne, cytrusowe, eukaliptusy, cyprysy, pistacje oraz winna latorośl. Określana jest mianem roślinności śródziemnomorskiej. W niektórych rejonach tego klimatu można zaobserwować topolę białą.